# Claudio Borghi
Claudio Daniel Borghi Bidos (Castelar, 1964. szeptember 28. –) világbajnok argentin válogatott labdarúgó. 

## Pályafutása

### Klubcsapatban
Pályafutását az Argentinos Juniorsban kezdte az 1980-as évek elején. 1984-ben bajnoki, míg 1985-ben bajnoki cím mellett Libertadores kupát és Copa Interamericanát nyert a csapatával. 1987-ben szerződtette a Milan, ahová egy időben érkezett Marco van Bastennel és Ruud Gullittal. Az akkori szabályok értelmében csak két külföldi szerepelhetett egy olasz klubcsapatban, így az 1987–88-as szezonban kölcsönadták a Comónak. Az azt követő idényben felemelték a külföldi játékosok számát háromra, de a Milan edzőjének Arrigo Sacchi kérésére egy harmadik holland játékost igazoltak Frank Rijkaard személyében. Emiatt Borghi elhagyta Olaszországot és Svájcba igazolt a Neuchâtel Xamax együtteséhez. Ezután hazatért Dél-Amerikába és játszott többek között a River Plate, a Flamengo és az Independiente együtteseiben. 1992-ben a chilei Colo-Colo-val Copa Interamericanát és Recopa Sudamericanát nyert. 

### A válogatottban
1985 és 1986 között 9 alkalommal szerepelt az argentin válogatottban. Tagja volt az 1986-os világbajnokságon győztes csapat keretének is. 

### Edzőként
Miután befejezte a pályafutását edzősködni kezdett. Dolgozott korábbi klubja a Audax Italiano együttesénél, majd a Colo-Colo együttesét irányította 2006 és 2008 között. 2006-ban és 2007-ben is megnyerte az Aperturát és Clausurát csapatával. 2010-ben az Argentinos Juniors együttesével hódította el a Clausura serlegét. 2011 és 2012 között a chilei válogatott szövetségi kapitánya volt. 2014-ben ismét az Argentinos Juniorsnál vállalt munkát, 2016-ban pedig az Ecuadori LDU Quito csapatát irányította.

## Sikerei, díjai
Argentinos Juniors
- Argentin bajnok (2): 1984, 1985
- Copa Libertadores (1): 1985
- Copa Interamericana (1): 1985

Colo-Colo
- Copa Interamericana (1): 1992
- Recopa Sudamericana (1): 1985

Argentína
- Világbajnok (1): 1986

### Edzőként
Colo-Colo
- Chilei bajnok (4): 2006 Apertura, 2006 Clausura, 2007 Apertura, 2007 Clausura

Argentinos Juniors
- Argentin bajnok (1): 2010 Clausura

Egyéni
- Az év dél-amerikai edzője (1): 2006